# Final Fantasy Type-0
Final Fantasy Type-0 (ファイナル ファンタジー 零式 Fainaru Fantajī Reishiki?) es un videojuego de RPG publicado por Square Enix para PlayStation Portable. Junto con Final Fantasy XIII, Final Fantasy XIII-2, Lightning Returns: Final Fantasy XIII y Final Fantasy XV forman la serie Fabula Nova Crystallis: Final Fantasy.
El juego fue anunciado originalmente con el nombre de Final Fantasy Agito XIII (ファイナル ファンタジー アギト XIII Agito Fainaru Fantajī Sātīn?). "Agito" significa "poner en marcha" en latín. Su director, Hajime Tabata,  dijo que le gustaba el título de Agito, pero que el nombre no tenía que ver con el juego Final Fantasy XIII y con el cambio de nombre, quieren desarrollar type-0 en una serie distinta, pero aunque el juego ya no tiene "XIII" en su título, seguirá utilizando la mitología de la Fabula Nova Crystallis.
El 20 de marzo de 2015 se lanzó en Europa una versión remasterizada para PlayStation 4 y Xbox One, junto a una demo de Final Fantasy XV, mientras que la versión para PC llegó el 18 de agosto.

## Juego
El sistema de combate es similar al de Final Fantasy VII Crisis Core, además hará uso del sistema de ATB y permitirá el control de varios personajes. El 27 de enero de 2011, una entrevista en Famitsu reveló el sistema del juego. Los 12 héroes comienzan su viaje de pueblo en pueblo para, después, descubrir fortalezas enemigas y llevar a cabo unas peligrosas misiones. Sobre la base de lo que la misión requiera, los jugadores podrán cambiar entre tres miembros del equipo de combate. Cada personaje se especializa en un arma diferente y hechizo elemental, cada uno tendrá variaciones de fortalezas y debilidades. Las invocaciones se ejecutarán en unos límites de tiempo (unos 5 minutos), y si están KO en la batalla, tendrán que ser revividos en los pueblos antes de ser llamado de nuevo.
Se ha confirmado que las invocaciones vuelven a ser las utilizadas en anteriores Final Fantasy como Ifrit, Golem u Odín, como se pueden ver en el tráiler de enero de 2011. En este tráiler se puede ver a Bahamut en combate contra Shiva.
En una entrevista en Famitsu con el director Hajime Tabata, dijo que "se está convirtiendo en una experiencia intensa en la que se estaba jugando con fuego." Asimismo, añadió que "Agito XIII no tendrá el estilo multijugador estándar en el que todo el mundo se reúne para jugar. Va a ser un sistema multijugador único para este juego."

## Historia

### Personajes
Final Fantasy Type-0 tendrá catorce personajes seleccionables, todos miembros de la Class Zero que fueron nombrados después de jugar en el Trumps. Ya se revelaron los nombres de los personajes. Son Ace (voz de Yūki Kaji), Deuce (voz de Kana Hanazawa), Trey, Cinque, Sice (voz de Miyuki Sawashiro), Seven (voz de Mayuko Aoki), Eight (Miyu Irino), Nine (voz de Daisuke Ono), Jack (voz de Ken'ichi Suzumura), Queen (voz de Ami Koshimizu) y King (voz de Tomokazu Sugita). Todos ellos apoyan a su mentor Kurasame (voz de Takahiro Sakurai) y a Moogle, Hattsumikamine Rōtoyōsuna Erufuruchi O "Mog" (voz de Sumire Morohoshi). Los otros dos personajes seleccionables, Machina Kunagiri (voz de Hiroshi Kamiya) y Rem Tokimiya (voz de Ryoko Shiraishi), también apoyan a Class Zero. El juego empieza desde la perspectiva de Ace y los demás once estudiantes que comienzan la operación Apóstol con la esperanza de convertirse en Agito para salvar al mundo del dictador militar High Commander Cid Aulstyne (voz de Shūichirō Moriyama) y su general de brigada Qator Bashtar (voz de Hideo Ishikawa). Otros personajes importantes son el Lorcian l'Cie Gilgamesh (voz de Kazuya Nakai), así como la princesa Conchordian Andoria (voz de Megumi Hayashibara) y su caballero Celestia (voz de Nana Mizuki).

### Trama
El juego está ambientado en una escuela de magia llamada Peristerium School of Magic que gradualmente se expandirá al resto del mundo fuera de la escuela. El juego es de la línea de los RPG en línea, pero no es de estilo "multijugador masivo". Se ha revelado que Orience es el nombre de todo el mundo y que el antagonista del país se llama Milites. Otras áreas que han sido reveladas son Rubrum, Anaze y Kogai. Cada nación tiene su propio emblema (un ave fénix, dos tigres, un dragón y una tortuga).
El tratado de paz se ha firmado por los cuatro países del mundo, pero Aulstyne Cid ha enviado a sus soldados l'Cie a la guerra con los países vecinos. Anaze y Kogai fueron conquistados y los cristales fueron robados, por lo que los militares atacaron Suzaku Fiefdom de Rubrum. Sin embargo, por razones desconocidas, el cristal que mantenía a raya a Milites se rompió, dejando a la nación de Rubrum vulnerable a los ataques. Sin embargo, los alumnos de Class Zero aún poseen los poderes de los cristales y se niegan a entregarlos sin antes luchar.

## Desarrollo
La decisión de crear "Final Fantasy Type-0", también conocido como "Final Fantasy XIII: Agito" se hizo después de los otros dos juegos de Final Fantasy XIII que ya se había sido decidido, y se hizo en respuesta a la popularidad del juego para móviles Before Crisis: Final Fantasy VII. El 2 de agosto de 2008, Square Enix anunció que Final Fantasy Agito XIII será lanzado en la plataforma de Sony PlayStation Portable y no para móviles como en un principio se propuso, además se hizo el cambio de nombre de "Agito XIII" a "Type-0". El juego será una de las pocas versiones para la PSP que se lanzará en dos UMDs.